# Elezioni comunali in Lombardia del 2021
Le elezioni comunali in Lombardia del 2021 si sono tenute il 3 e il 4 ottobre (con ballottaggio il 17 e il 18 ottobre).

## Provincia di Bergamo

### Caravaggio
| Candidati                   | Candidati                                 | Voti                 | %     | Liste                           | Voti  | %     | Seggi |
| --------------------------- | ----------------------------------------- | -------------------- | ----- | ------------------------------- | ----- | ----- | ----- |
|                             | Claudio Bolandrini Accede al ballottaggio | 2 995                | 39,88 | Lista Civica Bolandrini Sindaco | 942   | 13,20 | 4     |
| Lista Civica per Caravaggio | Claudio Bolandrini Accede al ballottaggio | 2 995                | 39,88 | 927                             | 12,99 | 3     |       |
| Partito Democratico         | Claudio Bolandrini Accede al ballottaggio | 2 995                | 39,88 | 915                             | 12,83 | 3     |       |
|                             | Giuseppe Prevedini Accede al ballottaggio | 2 383                | 31,73 | Lega Salvini Lombardia          | 1 718 | 24,08 | 2     |
| Fratelli d'Italia           | Giuseppe Prevedini Accede al ballottaggio | 2 383                | 31,73 | 391                             | 5,48  | –     |       |
| Forza Italia                | Giuseppe Prevedini Accede al ballottaggio | 2 383                | 31,73 | 197                             | 2,76  | –     |       |
| Seggio di coalizione        | Seggio di coalizione                      | Seggio di coalizione | 31,73 | 1                               |       |       |       |
|                             | Carlo Mangoni                             | 1 890                | 25,17 | Carlo Mangoni Sindaco           | 1 182 | 16,57 | 1     |
| Insieme con Baruffi         | Carlo Mangoni                             | 1 890                | 25,17 | 634                             | 8,89  | –     |       |
| Seggio di coalizione        | Seggio di coalizione                      | Seggio di coalizione | 25,17 | 1                               |       |       |       |
|                             | Sebastiano Baroni                         | 242                  | 3,22  | Sinistra per Caravaggio         | 228   | 3,20  | –     |
| Totale                      | Totale                                    | 7 510                | 100   |                                 | 7 134 | 100   | 16    |

### Treviglio
| Candidati                       | Candidati                   | Voti                 | %     | Liste                                | Voti   | %     | Seggi |
| ------------------------------- | --------------------------- | -------------------- | ----- | ------------------------------------ | ------ | ----- | ----- |
|                                 | Juri Fabio Imeri ✔️ Sindaco | 7 949                | 57,55 | Lega                                 | 2 817  | 21,38 | 4     |
| Io Treviglio                    | Juri Fabio Imeri ✔️ Sindaco | 7 949                | 57,55 | 1 460                                | 11,08  | 2     |       |
| Fratelli d'Italia               | Juri Fabio Imeri ✔️ Sindaco | 7 949                | 57,55 | 1 396                                | 10,60  | 2     |       |
| Forza Italia - Unione di Centro | Juri Fabio Imeri ✔️ Sindaco | 7 949                | 57,55 | 862                                  | 6,54   | 1     |       |
| Con Mangano x Treviglio         | Juri Fabio Imeri ✔️ Sindaco | 7 949                | 57,55 | 814                                  | 6,18   | 1     |       |
| Salute e Futuro                 | Juri Fabio Imeri ✔️ Sindaco | 7 949                | 57,55 | 225                                  | 1,71   | –     |       |
|                                 | Adele Matilde Tura          | 5 436                | 39,36 | Partito Democratico                  | 2 445  | 18,56 | 4     |
| Tura Sindaco                    | Adele Matilde Tura          | 5 436                | 39,36 | 1 136                                | 8,62   | 1     |       |
| Noi Trevigliesi                 | Adele Matilde Tura          | 5 436                | 39,36 | 489                                  | 3,71   | –     |       |
| Treviglio Merita di +           | Adele Matilde Tura          | 5 436                | 39,36 | 426                                  | 3,23   | –     |       |
| Treviglio Aperta                | Adele Matilde Tura          | 5 436                | 39,36 | 395                                  | 3,00   | –     |       |
| Movimento 5 Stelle              | Adele Matilde Tura          | 5 436                | 39,36 | 309                                  | 2,35   | –     |       |
| Seggio di coalizione            | Seggio di coalizione        | Seggio di coalizione | 39,36 | 1                                    |        |       |       |
|                                 | Daniele Corbetta            | 294                  | 2,13  | Treviglio Civica                     | 277    | 2,10  | –     |
|                                 | Augusto Corsi               | 133                  | 0,96  | Rinascerò - M.E.D.A. - Lista Sindaco | 65     | 0,49  | –     |
| Socialisti per Treviglio        | Augusto Corsi               | 133                  | 0,96  | 59                                   | 0,45   | –     |       |
| Totale                          | Totale                      | 13 812               | 100   |                                      | 13 175 | 100   | 16    |

## Città metropolitana di Milano

### Cassano d'Adda
| Candidati                        | Candidati                              | Voti                 | %     | Liste                        | Voti  | %     | Seggi |
| -------------------------------- | -------------------------------------- | -------------------- | ----- | ---------------------------- | ----- | ----- | ----- |
|                                  | Fabio Colombo Accede al ballottaggio   | 2 931                | 38,56 | Lega Salvini Lombardia       | 1 406 | 19,60 | 5     |
| Fratelli d'Italia                | Fabio Colombo Accede al ballottaggio   | 2 931                | 38,56 | 754                          | 10,51 | 3     |       |
| Forza Italia - Io Scelgo Cassano | Fabio Colombo Accede al ballottaggio   | 2 931                | 38,56 | 469                          | 6,54  | 2     |       |
| Uniti per Cambiare               | Fabio Colombo Accede al ballottaggio   | 2 931                | 38,56 | 206                          | 2,87  | –     |       |
|                                  | Vittorio Caglio Accede al ballottaggio | 2 927                | 38,51 | Partito Democratico          | 1 740 | 24,25 | 2     |
| Cassano Etica Ecologista         | Vittorio Caglio Accede al ballottaggio | 2 927                | 38,51 | 873                          | 12,17 | 1     |       |
| Sinistra Arcobaleno Cassano      | Vittorio Caglio Accede al ballottaggio | 2 927                | 38,51 | 191                          | 2,66  | –     |       |
| Seggio di coalizione             | Seggio di coalizione                   | Seggio di coalizione | 38,51 | 1                            |       |       |       |
|                                  | Marco Antonio Galbusera                | 1 578                | 20,76 | Noi per Cassano              | 609   | 8,49  | 1     |
| Cassano Obiettivo Comune         | Marco Antonio Galbusera                | 1 578                | 20,76 | 488                          | 6,80  | –     |       |
| Cassano è                        | Marco Antonio Galbusera                | 1 578                | 20,76 | 280                          | 3,90  | –     |       |
| Seggio di coalizione             | Seggio di coalizione                   | Seggio di coalizione | 20,76 | 1                            |       |       |       |
|                                  | Ugo Sarao                              | 165                  | 2,17  | Cittadini di Cassano Colombo | 93    | 1,30  | –     |
| Pensioni & Lavoro                | Ugo Sarao                              | 165                  | 2,17  | 66                           | 0,92  | –     |       |
| Totale                           | Totale                                 | 7 601                | 100   |                              | 7 175 | 100   | 16    |

### Corbetta
| Candidati                                          | Candidati                  | Voti                 | %     | Liste                  | Voti  | %     | Seggi |
| -------------------------------------------------- | -------------------------- | -------------------- | ----- | ---------------------- | ----- | ----- | ----- |
|                                                    | Marco Ballarini ✔️ Sindaco | 5 369                | 60,90 | Viviamo Corbetta       | 1 271 | 17,06 | 3     |
| Corbetta in Comune                                 | Marco Ballarini ✔️ Sindaco | 5 369                | 60,90 | 1 014                  | 13,61 | 3     |       |
| Insieme per Corbetta                               | Marco Ballarini ✔️ Sindaco | 5 369                | 60,90 | 704                    | 9,45  | 2     |       |
| Forza Corbetta Federalismo & Libertà               | Marco Ballarini ✔️ Sindaco | 5 369                | 60,90 | 514                    | 6,90  | 1     |       |
| Corbetta Volta Pagina Lista Rosa                   | Marco Ballarini ✔️ Sindaco | 5 369                | 60,90 | 354                    | 4,75  | 1     |       |
| Alleanza Cittadina per Corbetta                    | Marco Ballarini ✔️ Sindaco | 5 369                | 60,90 | 304                    | 4,08  | –     |       |
|                                                    | Renzo Bassetto             | 1 854                | 21,03 | Lega Salvini Lombardia | 744   | 9,99  | 1     |
| Idee x Fare                                        | Renzo Bassetto             | 1 854                | 21,03 | 510                    | 6,84  | 1     |       |
| Fratelli d'Italia                                  | Renzo Bassetto             | 1 854                | 21,03 | 353                    | 4,74  | –     |       |
| Forza Italia - Lombardia Ideale - Noi con l'Italia | Renzo Bassetto             | 1 854                | 21,03 | 182                    | 2,44  | –     |       |
| Seggio di coalizione                               | Seggio di coalizione       | Seggio di coalizione | 21,03 | 1                      |       |       |       |
|                                                    | Antonio Cipriano           | 1 593                | 18,07 | Partito Democratico    | 1 115 | 14,96 | 2     |
| Sinistra per Corbetta                              | Antonio Cipriano           | 1 593                | 18,07 | 386                    | 5,18  | –     |       |
| Seggio di coalizione                               | Seggio di coalizione       | Seggio di coalizione | 18,07 | 1                      |       |       |       |
| Totale                                             | Totale                     | 8 816                | 100   |                        | 7 451 | 100   | 16    |

### Milano
| Candidati                         | Candidati                        | Voti                 | %     | Liste                    | Voti    | %     | Seggi |
| --------------------------------- | -------------------------------- | -------------------- | ----- | ------------------------ | ------- | ----- | ----- |
|                                   | Giuseppe Sala ✔️ Sindaco         | 277 478              | 57,73 | Partito Democratico      | 152 200 | 33,86 | 20    |
| Beppe Sala Sindaco                | Giuseppe Sala ✔️ Sindaco         | 277 478              | 57,73 | 41 135                   | 9,15    | 5     |       |
| Europa Verde                      | Giuseppe Sala ✔️ Sindaco         | 277 478              | 57,73 | 22 994                   | 5,11    | 3     |       |
| I Riformisti Lavoriamo per Milano | Giuseppe Sala ✔️ Sindaco         | 277 478              | 57,73 | 18 049                   | 4,01    | 2     |       |
| Milano in Salute                  | Giuseppe Sala ✔️ Sindaco         | 277 478              | 57,73 | 7 367                    | 1,64    | 1     |       |
| La Sinistra per Sala Milano Unita | Giuseppe Sala ✔️ Sindaco         | 277 478              | 57,73 | 7 012                    | 1,56    | –     |       |
| La Milano Radicale                | Giuseppe Sala ✔️ Sindaco         | 277 478              | 57,73 | 4 816                    | 1,07    | –     |       |
| Volt                              | Giuseppe Sala ✔️ Sindaco         | 277 478              | 57,73 | 2 502                    | 0,56    | –     |       |
|                                   | Luca Bernardo                    | 153 637              | 31,97 | Lega Salvini Lombardia   | 48 283  | 10,74 | 6     |
| Fratelli d'Italia                 | Luca Bernardo                    | 153 637              | 31,97 | 43 889                   | 9,76    | 5     |       |
| Forza Italia                      | Luca Bernardo                    | 153 637              | 31,97 | 32 819                   | 7,30    | 3     |       |
| Luca Bernardo Sindaco             | Luca Bernardo                    | 153 637              | 31,97 | 14 055                   | 3,13    | 1     |       |
| Milano Popolare                   | Luca Bernardo                    | 153 637              | 31,97 | 8 367                    | 1,86    | 1     |       |
| Partito Liberale Europeo          | Luca Bernardo                    | 153 637              | 31,97 | 970                      | 0,22    | –     |       |
| Seggio di coalizione              | Seggio di coalizione             | Seggio di coalizione | 31,97 | 1                        |         |       |       |
|                                   | Gianluigi Paragone               | 14 366               | 2,99  | Milano Paragone Sindaco  | 12 366  | 2,75  | –     |
| Grande Nord                       | Gianluigi Paragone               | 14 366               | 2,99  | 608                      | 0,14    | –     |       |
|                                   | Laila Pavone                     | 12 953               | 2,70  | Movimento 5 Stelle       | 12 517  | 2,78  | –     |
|                                   | Gabriele Antonio Mariani         | 7 566                | 1,57  | Milano in Comune         | 4 648   | 1,03  | –     |
| Civica Ambienta Lista             | Gabriele Antonio Mariani         | 7 566                | 1,57  | 2 527                    | 0,56    | –     |       |
|                                   | Giorgio Goggi                    | 3 402                | 0,71  | Socialisti di Milano     | 1 984   | 0,44  | –     |
| Milano Liberale                   | Giorgio Goggi                    | 3 402                | 0,71  | 838                      | 0,19    | –     |       |
|                                   | Bianca Miriam Tedone             | 2 750                | 0,57  | Potere al Popolo!        | 2 572   | 0,57  | –     |
|                                   | Mauro Festa                      | 2 201                | 0,46  | Partito Gay LGBT+        | 2 103   | 0,47  | –     |
|                                   | Teodosio De Bonis                | 2 162                | 0,45  | 3V Verità Libertà        | 1 935   | 0,43  | –     |
|                                   | Marco Muggiani                   | 1 385                | 0,29  | PCI                      | 1 439   | 0,32  | –     |
|                                   | Partito Comunista                | 1 297                | 0,27  | Alessandro Fabio Pascale | 1 203   | 0,27  | –     |
|                                   | Milano Inizia Qui                | 859                  | 0,18  | Bryant Biavaschi         | 809     | 0,18  | –     |
|                                   | Partito Comunista dei Lavoratori | 552                  | 0,11  | Natale Azzaretto         | 556     | 0,12  | –     |
| Totale                            | Totale                           | 480 608              | 100   |                          | 449 563 | 100   | 48    |

### Nerviano
| Candidati                      | Candidati                  | II turno              | II turno              | I turno | I turno | Liste                  | Voti  | %     | Seggi |
| Candidati                      | Candidati                  | Voti                  | %                     | Voti    | %       | Liste                  | Voti  | %     | Seggi |
| ------------------------------ | -------------------------- | --------------------- | --------------------- | ------- | ------- | ---------------------- | ----- | ----- | ----- |
|                                | Daniela Colombo ✔️ Sindaco | 3 217                 | 53,82                 | 2 080   | 30,56   | Tutti per Nerviano     | 637   | 10,06 | 4     |
| Scossa Civica la Comunità      | Daniela Colombo ✔️ Sindaco | 3 217                 | 53,82                 | 2 080   | 30,56   | 633                    | 10,00 | –     |       |
| Gente per Nerviano             | Daniela Colombo ✔️ Sindaco | 3 217                 | 53,82                 | 2 080   | 30,56   | 549                    | 8,67  | 3     |       |
|                                | Massimo Cozzi              | 2 760                 | 46,18                 | 2 673   | 39,27   | Lega Salvini Lombardia | 1 778 | 28,08 | 2     |
| Con Nerviano                   | Massimo Cozzi              | 2 760                 | 46,18                 | 2 673   | 39,27   | 461                    | 7,28  | –     |       |
| Gruppo Indipendente Nervianese | Massimo Cozzi              | 2 760                 | 46,18                 | 2 673   | 39,27   | 279                    | 4,41  | –     |       |
| Seggio di coalizione           | Seggio di coalizione       | Seggio di coalizione  | 46,18                 | 2 673   | 39,27   | 1                      |       |       |       |
|                                | Girolamo Franceschini      | Girolamo Franceschini | Girolamo Franceschini | 1 344   | 19,74   | Partito Democratico    | 1 320 | 20,84 | –     |
| Seggio di coalizione           | Seggio di coalizione       | Seggio di coalizione  | Girolamo Franceschini | 1 344   | 19,74   | 1                      |       |       |       |
|                                | Sergio Garavaglia          | Sergio Garavaglia     | Sergio Garavaglia     | 710     | 10,43   | Fratelli d'Italia      | 462   | 7,30  | –     |
| Forza Italia                   | Sergio Garavaglia          | Sergio Garavaglia     | Sergio Garavaglia     | 710     | 10,43   | 214                    | 3,38  | –     |       |
| Seggio di coalizione           | Seggio di coalizione       | Seggio di coalizione  | Sergio Garavaglia     | 710     | 10,43   | 1                      |       |       |       |
| Totale                         | Totale                     | 5 977                 | 100                   | 6 807   | 100     |                        | 6 333 | 100   | 16    |

### Peschiera Borromeo
| Candidati                    | Candidati                  | II turno             | II turno            | I turno | I turno | Liste               | Voti  | %     | Seggi |
| Candidati                    | Candidati                  | Voti                 | %                   | Voti    | %       | Liste               | Voti  | %     | Seggi |
| ---------------------------- | -------------------------- | -------------------- | ------------------- | ------- | ------- | ------------------- | ----- | ----- | ----- |
|                              | Augusto Moretti ✔️ Sindaco | 4 353                | 56,05               | 3 197   | 34,30   | Fratelli d'Italia   | 809   | 9,34  | 3     |
| Lista Civica Moretti Sindaco | Augusto Moretti ✔️ Sindaco | 4 353                | 56,05               | 3 197   | 34,30   | 761                 | 8,79  | 3     |       |
| Lega Salvini Lombardia       | Augusto Moretti ✔️ Sindaco | 4 353                | 56,05               | 3 197   | 34,30   | 758                 | 8,75  | 2     |       |
| Forza Italia                 | Augusto Moretti ✔️ Sindaco | 4 353                | 56,05               | 3 197   | 34,30   | 695                 | 8,03  | 2     |       |
|                              | Marco Malinverno           | 3 413                | 43,95               | 2 936   | 31,50   | Partito Democratico | 1 647 | 19,02 | 2     |
| L'Impronta                   | Marco Malinverno           | 3 413                | 43,95               | 2 936   | 31,50   | 479                 | 5,53  | –     |       |
| Peschiera Partecipa          | Marco Malinverno           | 3 413                | 43,95               | 2 936   | 31,50   | 336                 | 3,88  | –     |       |
| Peschiera+Viva               | Marco Malinverno           | 3 413                | 43,95               | 2 936   | 31,50   | 276                 | 3,19  | –     |       |
| Seggio di coalizione         | Seggio di coalizione       | Seggio di coalizione | 43,95               | 2 936   | 31,50   | 1                   |       |       |       |
|                              | Antonella Parisotto        | Antonella Parisotto  | Antonella Parisotto | 2 651   | 28,44   | Peschiera Riparte 2 | 1 970 | 22,75 | 2     |
| Sport Ambiente & Salute      | Antonella Parisotto        | Antonella Parisotto  | Antonella Parisotto | 2 651   | 28,44   | 441                 | 5,09  | –     |       |
| Seggio di coalizione         | Seggio di coalizione       | Seggio di coalizione | Antonella Parisotto | 2 651   | 28,44   | 1                   |       |       |       |
|                              | Isabella Rosso             | Isabella Rosso       | Isabella Rosso      | 536     | 5,75    | Italia in Comune    | 488   | 5,64  | –     |
| Totale                       | Totale                     | 7 766                | 100                 | 9 320   | 100     |                     | 8 660 | 100   | 16    |

### Rho
| Candidati              | Candidati                 | Voti                 | %     | Liste                  | Voti   | %     | Seggi |
| ---------------------- | ------------------------- | -------------------- | ----- | ---------------------- | ------ | ----- | ----- |
|                        | Andrea Orlandi ✔️ Sindaco | 10 239               | 52,48 | Partito Democratico    | 4 959  | 26,63 | 9     |
| +Rho verso 2030        | Andrea Orlandi ✔️ Sindaco | 10 239               | 52,48 | 2 434                  | 13,07  | 4     |       |
| Lista Civica Rho       | Andrea Orlandi ✔️ Sindaco | 10 239               | 52,48 | 1 253                  | 6,73   | 2     |       |
| Rho Casa Comune        | Andrea Orlandi ✔️ Sindaco | 10 239               | 52,48 | 548                    | 2,94   | –     |       |
| Italia Viva            | Andrea Orlandi ✔️ Sindaco | 10 239               | 52,48 | 423                    | 2,27   | –     |       |
|                        | Daniele Paggiaro          | 6 312                | 32,35 | Lega Salvini Lombardia | 2 091  | 11,23 | 2     |
| SìAmoRho               | Daniele Paggiaro          | 6 312                | 32,35 | 1 847                  | 9,92   | 2     |       |
| Fratelli d'Italia      | Daniele Paggiaro          | 6 312                | 32,35 | 1 272                  | 6,83   | 1     |       |
| Forza Italia           | Daniele Paggiaro          | 6 312                | 32,35 | 893                    | 4,79   | 1     |       |
| Seggio di coalizione   | Seggio di coalizione      | Seggio di coalizione | 32,35 | 1                      |        |       |       |
|                        | Uberto Re                 | 2 376                | 12,18 | Gente di Rho           | 1 146  | 6,15  | 1     |
| Centro Destra          | Uberto Re                 | 2 376                | 12,18 | 729                    | 3,91   | –     |       |
| Rho per la Famiglia    | Uberto Re                 | 2 376                | 12,18 | 343                    | 1,84   | –     |       |
| Autonomi e Partite IVA | Uberto Re                 | 2 376                | 12,18 | 97                     | 0,52   | –     |       |
| Seggio di coalizione   | Seggio di coalizione      | Seggio di coalizione | 12,18 | 1                      |        |       |       |
|                        | Andrea Savi               | 585                  | 3,00  | Rifondazione Comunista | 369    | 1,98  | –     |
| La Sinistra Rho        | Andrea Savi               | 585                  | 3,00  | 220                    | 1,18   | –     |       |
| Totale                 | Totale                    | 19 512               | 100   |                        | 18 624 | 100   | 24    |

### San Giuliano Milanese
| Candidati                               | Candidati                       | Voti                 | %     | Liste                  | Voti   | %     | Seggi |
| --------------------------------------- | ------------------------------- | -------------------- | ----- | ---------------------- | ------ | ----- | ----- |
|                                         | Marco Segala ✔️ Sindaco         | 10 320               | 75,41 | Viviamo San Giuliano   | 5 392  | 43,52 | 11    |
| Lega Salvini Lombardia                  | Marco Segala ✔️ Sindaco         | 10 320               | 75,41 | 1 412                  | 11,40  | 3     |       |
| Fratelli d'Italia                       | Marco Segala ✔️ Sindaco         | 10 320               | 75,41 | 1 278                  | 10,32  | 2     |       |
| Forza Italia                            | Marco Segala ✔️ Sindaco         | 10 320               | 75,41 | 950                    | 7,67   | 2     |       |
|                                         | Giorgio Salvo                   | 2 874                | 21,00 | Partito Democratico    | 1 668  | 13,46 | 3     |
| Sinistra Ecologica Solidale Partecipata | Giorgio Salvo                   | 2 874                | 21,00 | 619                    | 5,00   | 1     |       |
| Movimento 5 Stelle                      | Giorgio Salvo                   | 2 874                | 21,00 | 608                    | 4,91   | 1     |       |
| Seggio di coalizione                    | Seggio di coalizione            | Seggio di coalizione | 21,00 | 1                      |        |       |       |
|                                         | Paolo Rausa                     | 289                  | 2,11  | Fare Comunità          | 259    | 2,09  | –     |
|                                         | Luigi Pietro Romano Marchitelli | 203                  | 1,48  | Rifondazione Comunista | 203    | 1,64  | –     |
| Totale                                  | Totale                          | 13 686               | 100   |                        | 12 389 | 100   | 24    |

## Provincia di Varese

### Busto Arsizio
| Candidati                                        | Candidati                     | Voti                 | %     | Liste                                                                     | Voti   | %     | Seggi |
| ------------------------------------------------ | ----------------------------- | -------------------- | ----- | ------------------------------------------------------------------------- | ------ | ----- | ----- |
|                                                  | Emanuele Antonelli ✔️ Sindaco | 16 147               | 55,06 | Lista Civica per Antonelli Sindaco                                        | 5 411  | 20,31 | 6     |
| Lega Salvini Lombardia                           | Emanuele Antonelli ✔️ Sindaco | 16 147               | 55,06 | 4 393                                                                     | 16,49  | 4     |       |
| Fratelli d'Italia                                | Emanuele Antonelli ✔️ Sindaco | 16 147               | 55,06 | 3 017                                                                     | 11,32  | 3     |       |
| Forza Italia - Idee in Comune - Noi con l'Italia | Emanuele Antonelli ✔️ Sindaco | 16 147               | 55,06 | 2 211                                                                     | 8,30   | 2     |       |
|                                                  | Maurizio Maggioni             | 6 058                | 20,66 | Partito Democratico                                                       | 2 938  | 11,03 | 3     |
| Progetto in Comune                               | Maurizio Maggioni             | 6 058                | 20,66 | 1 033                                                                     | 3,88   | 1     |       |
| Movimento 5 Stelle                               | Maurizio Maggioni             | 6 058                | 20,66 | 964                                                                       | 3,62   | –     |       |
| Europa Verde                                     | Maurizio Maggioni             | 6 058                | 20,66 | 748                                                                       | 2,81   | –     |       |
| Seggio di coalizione                             | Seggio di coalizione          | Seggio di coalizione | 20,66 | 1                                                                         |        |       |       |
|                                                  | Gianluigi Farioli             | 4 300                | 14,66 | Il Popolo della Famiglia - Cambiamo! - Rinascita Democrazia Cristiana     | 1 667  | 6,26  | 3     |
| I Riformisti Lavoriamo per Busto                 | Gianluigi Farioli             | 4 300                | 14,66 | 1 557                                                                     | 5,84   | –     |       |
| Seggio di coalizione                             | Seggio di coalizione          | Seggio di coalizione | 14,66 | 1                                                                         |        |       |       |
|                                                  | Gialuca Castiglioni           | 1 598                | 5,45  | Lista Civica Busto al Centro                                              | 1 540  | 5,78  | –     |
|                                                  | Chiara Guzzo                  | 748                  | 2,55  | La Sinistra Chiara - Antifascisti - Democrazia e Partecipazione - PC - SI | 713    | 2,68  | –     |
|                                                  | Laura Bignami                 | 474                  | 1,62  | Movimento X                                                               | 450    | 1,69  | –     |
| Totale                                           | Totale                        | 29 325               | 100   |                                                                           | 26 642 | 100   | 24    |

### Caronno Pertusella
| Candidati                | Candidati                                     | II turno             | II turno         | I turno | I turno | Liste                                          | Voti  | %     | Seggi |
| Candidati                | Candidati                                     | Voti                 | %                | Voti    | %       | Liste                                          | Voti  | %     | Seggi |
| ------------------------ | --------------------------------------------- | -------------------- | ---------------- | ------- | ------- | ---------------------------------------------- | ----- | ----- | ----- |
|                          | Marco Giudici Accede al ballottaggio          | 3 065                | 53,67            | 2 783   | 44,96   | Partito Democratico                            | 1 760 | 30,58 | 8     |
| Civico 2030              | Marco Giudici Accede al ballottaggio          | 3 065                | 53,67            | 2 783   | 44,96   | 395                                            | 6,86  | 1     |       |
| Unione di Centrosinistra | Marco Giudici Accede al ballottaggio          | 3 065                | 53,67            | 2 783   | 44,96   | 310                                            | 5,39  | 1     |       |
|                          | Valter Francesco Galli Accede al ballottaggio | 2 646                | 46,33            | 2 318   | 37,45   | Lega Salvini Lombardia                         | 869   | 15,10 | 2     |
| Fratelli d'Italia        | Valter Francesco Galli Accede al ballottaggio | 2 646                | 46,33            | 2 318   | 37,45   | 842                                            | 14,63 | 1     |       |
| Forza Italia             | Valter Francesco Galli Accede al ballottaggio | 2 646                | 46,33            | 2 318   | 37,45   | 366                                            | 6,36  | –     |       |
| Lista Cittadina          | Valter Francesco Galli Accede al ballottaggio | 2 646                | 46,33            | 2 318   | 37,45   | 241                                            | 4,19  | –     |       |
| Seggio di coalizione     | Seggio di coalizione                          | Seggio di coalizione | 46,33            | 2 318   | 37,45   | 1                                              |       |       |       |
|                          | Antonio Persiano                              | Antonio Persiano     | Antonio Persiano | 997     | 16,11   | Lista Civica Domus - Lista Civica Albatros (A) | 972   | 16,89 | 1     |
| Seggio di coalizione     | Seggio di coalizione                          | Seggio di coalizione | Antonio Persiano | 997     | 16,11   | 1                                              |       |       |       |
| Totale                   | Totale                                        | 5 711                | 100              | 6 190   | 100     |                                                | 5 755 | 100   | 16    |

La lista contrassegnata con (A) è apparentata al secondo turno con Valter Francesco Galli

### Gallarate
| Candidati                                                         | Candidati                 | Voti                 | %     | Liste                          | Voti   | %     | Seggi |
| ----------------------------------------------------------------- | ------------------------- | -------------------- | ----- | ------------------------------ | ------ | ----- | ----- |
|                                                                   | Andrea Cassani ✔️ Sindaco | 10 189               | 52,79 | Lega Salvini Lombardia         | 3 065  | 16,93 | 5     |
| Lista Civica per Cassani Sindaco                                  | Andrea Cassani ✔️ Sindaco | 10 189               | 52,79 | 2 564                          | 14,16  | 4     |       |
| Fratelli d'Italia                                                 | Andrea Cassani ✔️ Sindaco | 10 189               | 52,79 | 1 911                          | 10,55  | 3     |       |
| Forza Italia                                                      | Andrea Cassani ✔️ Sindaco | 10 189               | 52,79 | 1 360                          | 7,51   | 2     |       |
| Centro Popolare - Il Popolo della Famiglia - Democrazia Cristiana | Andrea Cassani ✔️ Sindaco | 10 189               | 52,79 | 653                            | 3,61   | 1     |       |
|                                                                   | Margherita Silvestrini    | 6 562                | 34,00 | Partito Democratico            | 2 948  | 16,28 | 4     |
| Margherita Silvestrini Sindaco                                    | Margherita Silvestrini    | 6 562                | 34,00 | 1 427                          | 7,88   | 1     |       |
| Città è Vita                                                      | Margherita Silvestrini    | 6 562                | 34,00 | 963                            | 5,32   | 1     |       |
| Officina di Cura Urbana                                           | Margherita Silvestrini    | 6 562                | 34,00 | 488                            | 2,70   | –     |       |
| Azione con Carlo Calenda                                          | Margherita Silvestrini    | 6 562                | 34,00 | 246                            | 1,36   | –     |       |
| Seggio di coalizione                                              | Seggio di coalizione      | Seggio di coalizione | 34,00 | 1                              |        |       |       |
|                                                                   | Sonia Serati              | 1 244                | 6,44  | +Europa                        | 1 071  | 5,92  | –     |
| Gente di Gallarate                                                | Sonia Serati              | 1 244                | 6,44  | 141                            | 0,78   | –     |       |
| Seggio di coalizione                                              | Seggio di coalizione      | Seggio di coalizione | 6,44  | 1                              |        |       |       |
|                                                                   | Massimo Gnocchi           | 971                  | 5,03  | OCG Obiettivo Comune Gallarate | 948    | 5,24  | –     |
| Seggio di coalizione                                              | Seggio di coalizione      | Seggio di coalizione | 5,03  | 1                              |        |       |       |
|                                                                   | Tiziano Fracchia          | 336                  | 1,74  | Italexit                       | 321    | 1,77  | –     |
| Totale                                                            | Totale                    | 19 302               | 100   |                                | 18 106 | 100   | 16    |

### Varese
| Candidati                                                  | Candidati                                   | II turno              | II turno              | I turno | I turno | Liste                      | Voti   | %     | Seggi |
| Candidati                                                  | Candidati                                   | Voti                  | %                     | Voti    | %       | Liste                      | Voti   | %     | Seggi |
| ---------------------------------------------------------- | ------------------------------------------- | --------------------- | --------------------- | ------- | ------- | -------------------------- | ------ | ----- | ----- |
|                                                            | Davide Galimberti Accede al ballottaggio    | 16 741                | 53,20                 | 15 693  | 48,00   | Partito Democratico        | 8 260  | 26,72 | 13    |
| Lista Davide Galimberti                                    | Davide Galimberti Accede al ballottaggio    | 16 741                | 53,20                 | 15 693  | 48,00   | 2 001                      | 6,47   | 3     |       |
| Lavoriamo per Varese                                       | Davide Galimberti Accede al ballottaggio    | 16 741                | 53,20                 | 15 693  | 48,00   | 1 565                      | 5,06   | 2     |       |
| Progetto Concittadini                                      | Davide Galimberti Accede al ballottaggio    | 16 741                | 53,20                 | 15 693  | 48,00   | 1 286                      | 4,16   | 2     |       |
| Europa Verde                                               | Davide Galimberti Accede al ballottaggio    | 16 741                | 53,20                 | 15 693  | 48,00   | 597                        | 1,93   | –     |       |
| Movimento 5 Stelle                                         | Davide Galimberti Accede al ballottaggio    | 16 741                | 53,20                 | 15 693  | 48,00   | 508                        | 1,64   | –     |       |
| Partito Socialista Italiano                                | Davide Galimberti Accede al ballottaggio    | 16 741                | 53,20                 | 15 693  | 48,00   | 309                        | 1,00   | –     |       |
| Volt - Varese Radicale                                     | Davide Galimberti Accede al ballottaggio    | 16 741                | 53,20                 | 15 693  | 48,00   | 157                        | 0,51   | –     |       |
|                                                            | Matteo Luigi Bianchi Accede al ballottaggio | 14 729                | 46,80                 | 14 674  | 44,89   | Lega Salvini Lombardia     | 4 557  | 14,74 | 4     |
| Forza Italia - Noi con l'Italia - Il Popolo della Famiglia | Matteo Luigi Bianchi Accede al ballottaggio | 14 729                | 46,80                 | 14 674  | 44,89   | 4 202                      | 13,59  | 3     |       |
| Fratelli d'Italia                                          | Matteo Luigi Bianchi Accede al ballottaggio | 14 729                | 46,80                 | 14 674  | 44,89   | 2 146                      | 6,94   | 2     |       |
| Per una Grande Varese                                      | Matteo Luigi Bianchi Accede al ballottaggio | 14 729                | 46,80                 | 14 674  | 44,89   | 1 591                      | 5,15   | 1     |       |
| Varese Ideale                                              | Matteo Luigi Bianchi Accede al ballottaggio | 14 729                | 46,80                 | 14 674  | 44,89   | 1 497                      | 4,84   | 1     |       |
| Seggio di coalizione                                       | Seggio di coalizione                        | Seggio di coalizione  | 46,80                 | 14 674  | 44,89   | 1                          |        |       |       |
|                                                            | Daniele Zanzi                               | Daniele Zanzi         | Daniele Zanzi         | 902     | 2,76    | Varese 2.0                 | 858    | 2,78  | –     |
|                                                            | Carlo Alberto Coletto                       | Carlo Alberto Coletto | Carlo Alberto Coletto | 651     | 1,99    | Azione con Carlo Calenda   | 656    | 2,12  | –     |
|                                                            | Caterina Cazzato                            | Caterina Cazzato      | Caterina Cazzato      | 363     | 1,11    | Noi Civici per Varese      | 342    | 1,11  | –     |
|                                                            | Francesco Tomasella                         | Francesco Tomasella   | Francesco Tomasella   | 260     | 0,80    | Varese Libera              | 246    | 0,80  | –     |
|                                                            | Giuseppe Pitarresi                          | Giuseppe Pitarresi    | Giuseppe Pitarresi    | 148     | 0,45    | Sinistra Alternativa - PCI | 139    | 0,45  | –     |
| Totale                                                     | Totale                                      | 31 470                | 100                   | 32 691  | 100     |                            | 30 917 | 100   | 32    |

## Provincia di Lodi

### Codogno
| Candidati                               | Candidati                      | Voti                 | %     | Liste                  | Voti  | %     | Seggi |
| --------------------------------------- | ------------------------------ | -------------------- | ----- | ---------------------- | ----- | ----- | ----- |
|                                         | Francesco Passerini ✔️ Sindaco | 5 107                | 72,58 | Lega Salvini Lombardia | 2 112 | 31,84 | 6     |
| Codogno Civica Moderati - Codogno Nuova | Francesco Passerini ✔️ Sindaco | 5 107                | 72,58 | 1 291                  | 19,46 | 3     |       |
| Forza Italia                            | Francesco Passerini ✔️ Sindaco | 5 107                | 72,58 | 695                    | 10,48 | 2     |       |
| Fratelli d'Italia                       | Francesco Passerini ✔️ Sindaco | 5 107                | 72,58 | 643                    | 9,69  | 1     |       |
|                                         | Antonia Rizzi                  | 1 929                | 27,42 | Partito Democratico    | 1 093 | 16,48 | 2     |
| Lista Civica Codogno Insieme 2.0        | Antonia Rizzi                  | 1 929                | 27,42 | 490                    | 7,39  | 1     |       |
| Lista Civica Ora Civile                 | Antonia Rizzi                  | 1 929                | 27,42 | 309                    | 4,66  | –     |       |
| Seggio di coalizione                    | Seggio di coalizione           | Seggio di coalizione | 27,42 | 1                      |       |       |       |
| Totale                                  | Totale                         | 7 036                | 100   |                        | 6 633 | 100   | 16    |

## Provincia di Monza e della Brianza

### Arcore
| Candidati                       | Candidati                            | II turno             | II turno            | I turno | I turno | Liste                    | Voti  | %     | Seggi |
| Candidati                       | Candidati                            | Voti                 | %                   | Voti    | %       | Liste                    | Voti  | %     | Seggi |
| ------------------------------- | ------------------------------------ | -------------------- | ------------------- | ------- | ------- | ------------------------ | ----- | ----- | ----- |
|                                 | Maurizio Bono Accede al ballottaggio | 3 449                | 50,86               | 3 328   | 45,58   | Fratelli d'Italia        | 1 096 | 16,18 | 4     |
| Lega Salvini Lombardia          | Maurizio Bono Accede al ballottaggio | 3 449                | 50,86               | 3 328   | 45,58   | 1 058                    | 15,62 | 3     |       |
| Forza Italia - Unione di Centro | Maurizio Bono Accede al ballottaggio | 3 449                | 50,86               | 3 328   | 45,58   | 608                      | 8,98  | 2     |       |
| Viviamo Arcore per Bono         | Maurizio Bono Accede al ballottaggio | 3 449                | 50,86               | 3 328   | 45,58   | 373                      | 5,51  | 1     |       |
|                                 | Paola Palma Accede al ballottaggio   | 3 332                | 49,14               | 2 150   | 29,44   | Partito Democratico      | 1 264 | 18,67 | 2     |
| Prospettiva Civica Arcore       | Paola Palma Accede al ballottaggio   | 3 332                | 49,14               | 2 150   | 29,44   | 969                      | 14,31 | 2     |       |
| Lista Civica Futura             | Paola Palma Accede al ballottaggio   | 3 332                | 49,14               | 2 150   | 29,44   | 361                      | 5,33  | –     |       |
| Seggio di coalizione            | Seggio di coalizione                 | Seggio di coalizione | 49,14               | 2 150   | 29,44   | 1                        |       |       |       |
|                                 | Luca Marco Monguzzi                  | Luca Marco Monguzzi  | Luca Marco Monguzzi | 1 162   | 15,91   | Immagina Arcore 2021 (A) | 662   | 9,78  | –     |
| Movimento 5 Stelle              | Luca Marco Monguzzi                  | Luca Marco Monguzzi  | Luca Marco Monguzzi | 1 162   | 15,91   | 381                      | 5,63  | –     |       |
| Seggio di coalizione            | Seggio di coalizione                 | Seggio di coalizione | Luca Marco Monguzzi | 1 162   | 15,91   | 1                        |       |       |       |
| Totale                          | Totale                               | 6 781                | 100                 | 7 302   | 100     |                          | 6 772 | 100   | 16    |

La lista contrassegnata con (A) è apparentata al secondo turno con Paola Palma

### Desio
| Candidati              | Candidati                  | II turno             | II turno             | I turno | I turno | Liste                           | Voti   | %     | Seggi |
| Candidati              | Candidati                  | Voti                 | %                    | Voti    | %       | Liste                           | Voti   | %     | Seggi |
| ---------------------- | -------------------------- | -------------------- | -------------------- | ------- | ------- | ------------------------------- | ------ | ----- | ----- |
|                        | Simone Gargiulo ✔️ Sindaco | 7 611                | 53,41                | 6 353   | 39,91   | Lega Salvini Lombardia          | 2 870  | 19,28 | 7     |
| Fratelli d'Italia      | Simone Gargiulo ✔️ Sindaco | 7 611                | 53,41                | 6 353   | 39,91   | 2 118                           | 14,23  | 5     |       |
| Lista Civica per Desio | Simone Gargiulo ✔️ Sindaco | 7 611                | 53,41                | 6 353   | 39,91   | 1 099                           | 7,38   | 3     |       |
|                        | Jennifer Moro              | 6 640                | 46,59                | 5 843   | 36,71   | Partito Democratico             | 3 463  | 23,27 | 4     |
| Desio Viva             | Jennifer Moro              | 6 640                | 46,59                | 5 843   | 36,71   | 742                             | 4,99   | 1     |       |
| Desio Libera           | Jennifer Moro              | 6 640                | 46,59                | 5 843   | 36,71   | 725                             | 4,87   | –     |       |
| La Sinistra per Desio  | Jennifer Moro              | 6 640                | 46,59                | 5 843   | 36,71   | 497                             | 3,34   | –     |       |
| Seggio di coalizione   | Seggio di coalizione       | Seggio di coalizione | 46,59                | 5 843   | 36,71   | 1                               |        |       |       |
|                        | Stefano Motta              | Stefano Motta        | Stefano Motta        | 2 532   | 15,91   | Forza Italia - Unione di Centro | 1 190  | 8,00  | 1     |
| Desio Popolare         | Stefano Motta              | Stefano Motta        | Stefano Motta        | 2 532   | 15,91   | 609                             | 4,09   | –     |       |
| SìAmo Desio            | Stefano Motta              | Stefano Motta        | Stefano Motta        | 2 532   | 15,91   | 466                             | 3,13   | –     |       |
| Seggio di coalizione   | Seggio di coalizione       | Seggio di coalizione | Stefano Motta        | 2 532   | 15,91   | 1                               |        |       |       |
|                        | Denis Luigi Franzini       | Denis Luigi Franzini | Denis Luigi Franzini | 608     | 3,82    | Movimento 5 Stelle              | 600    | 4,03  | –     |
|                        | Guido Giuseppe Meda        | Guido Giuseppe Meda  | Guido Giuseppe Meda  | 582     | 3,66    | Lista Civica Attivi per Desio   | 505    | 3,39  | –     |
| Totale                 | Totale                     | 14 251               | 100                  | 15 918  | 100     |                                 | 14 884 | 100   | 24    |

### Limbiate
| Candidati                 | Candidati                         | Voti                 | %     | Liste               | Voti   | %     | Seggi |
| ------------------------- | --------------------------------- | -------------------- | ----- | ------------------- | ------ | ----- | ----- |
|                           | Antonio Domenico Romeo ✔️ Sindaco | 8 423                | 71,27 | Sì per Limbiate     | 3 444  | 30,62 | 7     |
| Forza Italia              | Antonio Domenico Romeo ✔️ Sindaco | 8 423                | 71,27 | 1 934               | 17,20  | 4     |       |
| Fratelli d'Italia         | Antonio Domenico Romeo ✔️ Sindaco | 8 423                | 71,27 | 1 325               | 11,78  | 3     |       |
| Lega Salvini Lombardia    | Antonio Domenico Romeo ✔️ Sindaco | 8 423                | 71,27 | 1 320               | 11,74  | 3     |       |
|                           | Jennifer Moro                     | 2 330                | 19,72 | Partito Democratico | 1 226  | 10,90 | 3     |
| Limbiate Solidale         | Jennifer Moro                     | 2 330                | 19,72 | 714                 | 6,35   | 1     |       |
| Su la Testa! Per Limbiate | Jennifer Moro                     | 2 330                | 19,72 | 292                 | 2,60   | –     |       |
| Seggio di coalizione      | Seggio di coalizione              | Seggio di coalizione | 19,72 | 1                   |        |       |       |
|                           | Mario De Giorgio                  | 1 065                | 9,01  | Movimento 5 Stelle  | 861    | 7,66  | 1     |
| Azione Civile Ingroia     | Mario De Giorgio                  | 1 065                | 9,01  | 131                 | 1,16   | –     |       |
| Seggio di coalizione      | Seggio di coalizione              | Seggio di coalizione | 9,01  | 1                   |        |       |       |
| Totale                    | Totale                            | 11 818               | 100   |                     | 11 247 | 100   | 24    |

### Seveso
| Candidati              | Candidati                                | II turno               | II turno               | I turno | I turno | Liste               | Voti  | %     | Seggi |
| Candidati              | Candidati                                | Voti                   | %                      | Voti    | %       | Liste               | Voti  | %     | Seggi |
| ---------------------- | ---------------------------------------- | ---------------------- | ---------------------- | ------- | ------- | ------------------- | ----- | ----- | ----- |
|                        | Alessia Borroni Accede al ballottaggio   | 3 805                  | 53,52                  | 3 923   | 47,86   | Fratelli d'Italia   | 1 545 | 19,81 | 5     |
| Lega Salvini Lombardia | Alessia Borroni Accede al ballottaggio   | 3 805                  | 53,52                  | 3 923   | 47,86   | 1 231               | 15,78 | 3     |       |
| Forza Italia           | Alessia Borroni Accede al ballottaggio   | 3 805                  | 53,52                  | 3 923   | 47,86   | 545                 | 6,99  | 1     |       |
| Vivi Amo Seveso        | Alessia Borroni Accede al ballottaggio   | 3 805                  | 53,52                  | 3 923   | 47,86   | 488                 | 6,26  | 1     |       |
|                        | Gianluigi Malerba Accede al ballottaggio | 3 305                  | 46,48                  | 2 655   | 32,39   | Partito Democratico | 1 091 | 13,99 | 1     |
| Seveso Futura          | Gianluigi Malerba Accede al ballottaggio | 3 305                  | 46,48                  | 2 655   | 32,39   | 687                 | 8,81  | 1     |       |
| Civica Butti 2021      | Gianluigi Malerba Accede al ballottaggio | 3 305                  | 46,48                  | 2 655   | 32,39   | 646                 | 8,28  | 1     |       |
| Seggio di coalizione   | Seggio di coalizione                     | Seggio di coalizione   | 46,48                  | 2 655   | 32,39   | 1                   |       |       |       |
|                        | Luca Luigi Allievi                       | Luca Luigi Allievi     | Luca Luigi Allievi     | 1 338   | 16,32   | Allievi Sindaco     | 1 300 | 16,67 | 1     |
| Seggio di coalizione   | Seggio di coalizione                     | Seggio di coalizione   | Luca Luigi Allievi     | 1 338   | 16,32   | 1                   |       |       |       |
|                        | Massimiliano Albericci                   | Massimiliano Albericci | Massimiliano Albericci | 281     | 3,43    | Movimento 5 Stelle  | 266   | 3,41  | –     |
| Totale                 | Totale                                   | 7 110                  | 100                    | 8 197   | 100     |                     | 7 799 | 100   | 16    |

### Vimercate
| Candidati                  | Candidati                               | II turno             | II turno          | I turno | I turno | Liste                  | Voti   | %     | Seggi |
| Candidati                  | Candidati                               | Voti                 | %                 | Voti    | %       | Liste                  | Voti   | %     | Seggi |
| -------------------------- | --------------------------------------- | -------------------- | ----------------- | ------- | ------- | ---------------------- | ------ | ----- | ----- |
|                            | Francesco Cereda Accede al ballottaggio | 6 145                | 60,87             | 5 005   | 44,85   | Partito Democratico    | 2 493  | 24,02 | 6     |
| Vimercate Futura           | Francesco Cereda Accede al ballottaggio | 6 145                | 60,87             | 5 005   | 44,85   | 1 421                  | 13,69  | 3     |       |
| Articolo Uno               | Francesco Cereda Accede al ballottaggio | 6 145                | 60,87             | 5 005   | 44,85   | 460                    | 4,43   | 1     |       |
| Vimercate a Colori         | Francesco Cereda Accede al ballottaggio | 6 145                | 60,87             | 5 005   | 44,85   | 216                    | 2,08   | –     |       |
| Comunità Solidale          | Francesco Cereda Accede al ballottaggio | 6 145                | 60,87             | 5 005   | 44,85   | 195                    | 1,88   | –     |       |
|                            | Giovanni Sala Accede al ballottaggio    | 3 950                | 39,13             | 3 922   | 35,15   | Lega Salvini Lombardia | 1 150  | 11,08 | 1     |
| Giovanni Sala Sindaco      | Giovanni Sala Accede al ballottaggio    | 3 950                | 39,13             | 3 922   | 35,15   | 1 059                  | 10,21  | 1     |       |
| Fratelli d'Italia          | Giovanni Sala Accede al ballottaggio    | 3 950                | 39,13             | 3 922   | 35,15   | 723                    | 6,97   | 1     |       |
| Forza Italia               | Giovanni Sala Accede al ballottaggio    | 3 950                | 39,13             | 3 922   | 35,15   | 486                    | 4,68   | –     |       |
| Vimercate Cambia           | Giovanni Sala Accede al ballottaggio    | 3 950                | 39,13             | 3 922   | 35,15   | 227                    | 2,19   | –     |       |
| Seggio di coalizione       | Seggio di coalizione                    | Seggio di coalizione | 39,13             | 3 922   | 35,15   | 1                      |        |       |       |
|                            | Francesco Sartini                       | Francesco Sartini    | Francesco Sartini | 2 232   | 20,00   | Cittadini in Movimento | 1 080  | 10,41 | 1     |
| VBS Vimercate e Buon Senso | Francesco Sartini                       | Francesco Sartini    | Francesco Sartini | 2 232   | 20,00   | 638                    | 6,15   | –     |       |
| Vimercate Sì               | Francesco Sartini                       | Francesco Sartini    | Francesco Sartini | 2 232   | 20,00   | 145                    | 1,40   | –     |       |
| Vimercate con Te           | Francesco Sartini                       | Francesco Sartini    | Francesco Sartini | 2 232   | 20,00   | 84                     | 0,81   | –     |       |
| Seggio di coalizione       | Seggio di coalizione                    | Seggio di coalizione | Francesco Sartini | 2 232   | 20,00   | 1                      |        |       |       |
| Totale                     | Totale                                  | 10 095               | 100               | 11 159  | 100     |                        | 10 377 | 100   | 16    |